# Aristofolia
Aristofolia is een vliegengeslacht uit de familie van de roofvliegen (Asilidae).

## Soorten
- A. lapila Ayala, 1978